# The Five Pound Man
The Five Pound Man é um filme de drama policial romântico britânico de 1937, dirigido por Albert Parker e estrelado por Judy Gunn, Edwin Styles, Frank Allenby e Charles Bannister. David Evans escreveu o roteiro.

## Elenco
- Judy Gunn - Margaret Fenton
- Edwin Styles - Richard Fordyce
- Frank Allenby - Claud Fenton
- Charles Bannister - Eustace Grant
- Esma Cannon - Lucy
- G.H. Mulcaster - Sinclair